# 約翰·麥肯羅
小約翰·帕特里克·麦肯罗（英語：John Patrick McEnroe, Jr.，1959年2月16日—），美國前職業網球運動員，單打最高世界排名第一，七座大滿貫男子單打冠軍得主，國際網球名人堂成員。
麦肯罗曾是ATP單打和雙打世界排名第一（單打排名首次在1980年3月3日登頂）。 職業生涯取得單打883胜198负和双打544胜103负。他在職業生涯中共奪得ATP巡迴賽單打冠軍77個（歷來第六位）和雙打冠軍78個，更是ATP史上巡迴賽單雙打冠軍合計最多球員（155冠）。他在1980–1985年間斷地成為ATP單打世界排名第一（球王）共170週，更是連續四年（1981–1984年）成為ATP單打年終世界排名第一和連續五年（1979–1983年）成為ATP雙打年終世界排名第一，以及三年男子單打的ITF世界冠軍（1981年、1983年和1984年）。他是ATP首位獲得超過1000萬美元獎金的球員，職業生涯總獎金達12,552,132美元。
麦肯罗与同时代的另外三位选手干納斯、博里和伦德尔均是被公认为是男子网球史上最伟大的一对对手之一；事實上，麥根萊和這三位宿敵競爭世界第一和大滿貫百熱化的時候，正是男子網球的黃金年代。尤其是與博里之间的较量被公认为男子网球史上最伟大的一对对手之一: 1980年温布尔登网球公开赛男单决赛是二人合演网球史上的至尊经典之一，因賽程起伏極具戲劇性，於2017年曾被拍成電影博里 vs 麦肯罗。
麦肯罗亦曾協助美國奪得兩屆世界團體盃（1984年、1985年)，他亦協助美國五奪戴维斯杯。

## 家庭和個人生活
由於父親是駐德美軍，所以他在德國威斯巴登的美國空軍基地出生，他具有愛爾蘭人血統。他有一位弟弟名叫派屈克·馬克安諾，同樣是前職業網球運動員，不過成就和名氣均不及哥哥，一般傳媒以小麦肯罗來稱呼他以作和其兄的分別。

## 網球生涯

### 早年生涯
- 男單冠軍

| 年度 | 賽事            | 場地 | 決賽對手  | 對手國籍 | 勝方比分 |
| 1977 | 法网 (青少年組) | 红土 | Ray Kelly |          | 6-1, 6-1 |

- 混雙冠軍

| 年度 | 賽事 | 場地 | 搭擋                 | 决賽對手                                              | 勝方比分 |
| 1977 | 法网 | 红土 | 玛丽·卡里洛 （美國） | 弗洛伦察·米哈伊（羅馬尼亞）和 伊万·莫利纳（哥倫比亞） | 7–6, 6–3 |

1977年，麦肯罗奪得法網青少年組男單冠軍，同時他和同胞玛丽·卡里洛合作，奪得法網成年組混合雙打冠軍；他也參加了法網成年組男單賽事，這也是其個人生涯首次大滿貫成年組男單賽事，他在第二輪以五盤大戰敗於澳洲球員菲爾·登特。
在溫布頓草地賽中，他從资格赛晉級成年組正賽，在半準決賽中，他又遇上菲爾·登特，不過他這次復仇成功，以五盤大戰擊敗後者晉級；他在半决赛以盤數1比3敗於同胞康诺尔斯，創出當時资格赛選手在大滿貫的最佳成績。自此，他也退出了青少年組比賽，正式轉入「職業球員」行列。
在美網男單比賽中，他在第四輪敗於1975年冠軍奧蘭特斯而出局。
同年，他入讀斯坦福大學，不過他在翌年因為要轉為職業網球員而選擇退學。 （页面存档备份，存于）
1978年9月，麦肯罗在哈特福贏得其首個ATP男單冠軍，他在決賽擊敗了南非球員克里克；當年，他贏得包括首個年終賽在內的5個ATP單打冠軍，並首次協助美國勇奪戴维斯杯冠軍，單打年終排名急升至第4位。
1979年，麦肯罗在WCT總決賽的決賽中，擊敗當年年終球王波格而奪冠；同年9月，他以20歲之齡，奪得個人首個大滿貫男單錦標——美網，他在決賽以直落三盤7-5, 6-3, 6-3，擊敗1977年12月澳网冠军美國同胞格鲁莱蒂斯，締造了公開賽年代以來最年輕美網男單冠軍紀錄，直至1990年才被桑普拉斯打破。該年他奪得10個巡迴賽男單冠軍，並協助美國蟬聯戴维斯杯冠軍，單打年終排名升至第2位。

### 麦肯罗-博里之爭（1980年–1981年）
1980年3月初，麦肯罗首次登上ATP單打世界排名第一位。同年，他首次進入温布尔登男單決賽，決賽對手正是連續第五年打進決賽的四連冠球員——70年代末瑞典籍球王博里，麦肯罗和尋求第五度奪冠的博里合演了一場被譽為最偉大的溫布頓男單決賽，雙方交戰五盤之下最終由博里成功衛冕（比分: 6-1, 5-7, 3-6, 7-6(18-16), 6-8），但第四盤的搶七局長達20分鐘，麦肯罗更曾挽救了五個冠軍點，令比賽最終拖入決勝盤，結果他被博里在的長盤制時段破掉一個發球局負6-8，獲得亞軍。
麦肯罗不久便獲得復仇機會，在兩個月後的美網男單決賽，兩人再度在決賽碰頭，結果麦肯罗在五盤大戰中獲勝（比分: 7-6, 6-1, 6-7, 6-7, 6-4），獲得冠軍。該年他奪得9個巡迴賽男單冠軍，年終世界排名第二。
1981年，麦肯罗在溫布頓男單第一輪對陣同胞Tom Gullikson的賽事中，他曾以粗口the pits of the world辱罵裁判，而被判罰1,500美元，更幾乎被判罰禁止繼續作賽。最後他再次進入溫布頓男單決賽，無獨有偶，對手是尋求第六度奪冠的衛冕冠軍博里，決賽前博里擁有溫布頓41場單打連勝的紀錄（亦為當時草地連勝的紀錄，該草地連勝紀錄直至2006年才被费德勒所打破），最終他反敗為勝（比分: 4-6, 7-6, 7-6, 6-4），終結了博里的在溫布頓的連勝紀錄和王座，麦肯罗首奪溫布頓冠軍； 在稍後的美網男單決賽亦是上屆翻版，麦肯罗再度反敗為勝（比分: 4-6, 6-2, 6-4, 6-3），這是他在美網三連冠，他亦成為1981年溫布頓和美網的雙料冠軍，相反博里被麦肯罗連續擊倒後卻一沉不起，1982年博里更宣告退休，傳媒紛紛認為麦肯罗終結了博里王朝。該年他奪得10個巡迴賽男單冠軍，首次成為年終世界排名第一（年終球王），也協助美國重奪戴维斯杯冠軍。

### 延續成功（1982年–1983年）
1982年，麦肯罗在溫布頓男單決賽的五盤大戰中，被宿敵康诺尔斯擊敗（比分: 6-3, 3-6, 7-6, 6-7, 4-6），宣佈衛冕失敗； 在年終大師賽決賽中，亦被宿敵伦德尔擊敗，他當年沒有奪得任何一項大滿貫男單錦標，仍然以五冠五亞的成績，連續第二年保持年終球王地位。不過他在戴维斯杯賽事中，憑著個人的12場單雙打全勝完美紀錄（雙打搭檔為彼得·弗莱明），協助美國再度蟬聯冠軍。
1983年，他連續第四年進入溫布頓男單決賽，以直落三個盤數6-2橫掃新西蘭球員克里斯·刘易斯（Chris Lewis），重奪冠軍；當年他亦首次參加當時仍在草地舉行的澳網賽事，他在準決賽敗於最後冠軍维兰德。當年他奪得連同溫布頓和年終大師賽（决賽擊敗宿敵伦德尔而奪冠）在內的7項ATP男單冠軍，並連續第三年保持年終球王地位。

### 巔峰（1984年）
1984年，是他的個人職業生涯最高峰，因此他連續第四年保持ATP單打年終球王地位。
當年，麦肯罗迎來個人職業生涯的最高峰，當季他在ATP單打賽事當中共取得82勝3負的佳績（勝率為96.74%, 為ATP有史以來最高單季單打獲勝率），奪得包括2個大滿貫在內共13項巡迴賽冠軍（費城、里奇蒙WCT、馬德里、布魯塞爾、達拉斯WCT、森林小丘WCT、女王杯、溫布頓、多倫多、美網、圣佛朗西斯科、斯德哥爾摩、年終大師賽），還協助美國隊取得世界團體盃冠軍和戴维斯杯亞軍（決賽負於瑞典隊）。
另外，作為發球上網球員的他，同年亦首次進入了紅土泥地舉行的法網的男單決賽，對手正是他在於80年代的宿敵捷克斯洛伐克球員藍道，在當年的法網決賽前夕，他保持了連續42場單打不敗（1984年一年季內的連續39場單打全勝），期間更在五個決賽（1983年年終大師賽，1984年的費城、布魯塞爾、森林小丘WCT、世界團體盃）中悉數擊敗對手。
在法網男單決賽的比赛中，麦肯罗一開始雖領先藍道兩盤（比分6-3, 6-2），但藍道在這之後決定增加上炫高吊球跟反拍穿越球的比例，同時間，疲勞與脾氣失控（比如在第三盤1-1藍道發球0-30時犯下一記失誤後走向場邊對攝影機的耳機警示）擊饋了麦肯罗的狀態，使得藍道最終倒趕三盤以比分 6-4, 7-5, 7-5帶走勝利，麦肯罗個人生涯最長的連續42場單打不敗紀錄亦被終結。這場比賽也是麦肯罗距離法網男單冠軍最近的一次。在他的自傳中，他形容這次的失利是他最痛苦的一次輸球，並稱之為職業生涯的影子來作為無法趕走的印象。

### 輝煌總結
同年，他在溫布頓和美網的男單決賽分別擊敗同期兩位宿敵康诺尔斯和伦德尔奪得冠軍。他也是最後一位使用木質球拍奪得温布頓男單冠軍的球員。 （页面存档备份，存于）
總結1984年，麦肯罗在單打只參加了15項ATP巡迴賽賽事，以及戴维斯杯和世界團體盃，除了在辛辛那提的首輪賽事中意外出局外（負於印度球員阿姆里特拉吉），其餘均能悉數進入決賽，奪得13項巡迴賽男單和世界團體盃冠軍，以及法網男單和台維斯盃亞軍，並連續第4年保持年ATP單打年終世界第一。

### 王朝結束（1985年）
1985年，他取得8個ATP男單比賽冠軍。同年，也是他最後一次進入大滿貫男單決賽，他在美網決賽表演沒精打采，被強勢的老對手伦德尔直落三盤打敗（比分: 6-7, 3-6, 4-6），宣佈衛冕失敗。
雖然他奪得8個ATP巡迴賽單打冠軍，以及成功衛冕世界團體盃冠軍，但大滿貫比賽顆粒無收，其年終世界排名已降至第二位，球王地位已被其宿敵伦德尔所取代，再無重登世界第一，亦意味80年代初的麦肯罗王朝正式結束。

### 高峰滑落
1985年美網是80年代男子網球歷史的分界線，麦肯罗是80年代男子網球上半期的統治者，當麦肯罗在85年美網決賽被伦德尔直落三盤擊倒後，伦德尔成功取代了他原來世界排名第一的位置，並成為80年代男子網球下半期的統治者。而且，80年代中的球拍科技已有重大突破，作為數目僅有的木質球拍大師，麦肯罗在85年美網徹底敗於使用碳鋼球拍的伦德尔，也預示木質球拍已進入歷史舞台，碳鋼球拍也取而代之成為網球壇主流。
1986年，麦肯罗忍受不住外界壓力，曾經六個月沒有參加過ATP巡迴賽。期間他和美國女演員塔特姆·奥尼尔（Tatum O'Neal，1973年奧斯卡最佳女配角獎得主）結婚（他們於1994年離婚），並育有三子女: Kevin, Sean 和 Emily。他在年尾復出並勇奪三項巡迴賽男單冠軍，不過和當打期的80年代初相比，他已經不復當年之勇。
隨著贝克尔和埃德贝里等新一代發球上網球員在80年代中期冒起，加上當時壟斷網壇的蘭度，麦肯罗基本上已在大滿貫男單賽事中失去競爭力。
1987年，麦肯罗沒有取得過任何巡迴賽男單冠軍，他在於美網後七個月內沒有參賽，其中有兩個月是因為他在比賽賽期間行為不檢和說粗言穢語，兼罰款17,500美元。

### 退休前夕
自1986年以來，麦肯罗再沒有達到80年代初的高峯，在其中3次大滿貫男單賽事中，被如日中天的老對手伦德尔擋出決賽外，包括1987年美網八強、1988年法網第四輪和1989年澳網八強，其中後者也成為1987年美網和和1989年澳網男子單打的最終冠軍。
1989年，麦肯罗在達拉斯WCT總決賽男單賽事中，擊敗世界排名第一伦德尔並最終奪冠。同年他也進入溫布頓男單準決賽，以直落3盤（比分 : 5-7, 6-7, 6-7）敗於衛冕的瑞典名將埃德贝里。另外，他也贏得印第安那波利斯舉行的GTE美國男子硬地錦標賽男單冠軍； 也殺入了加拿大公開賽（蒙特利爾）男單決賽，負於一哥伦德尔奪得亞軍。另外，他和澳洲名將合作赢得美網男雙冠軍，使得他的ATP世男單和男雙年終排名均回升至10名以內。
爭議聲從來沒有遠離麦肯罗，他在1990年澳網第四輪男單對陣瑞典球員米卡埃尔·佩恩福什的賽事中，他曾辱罵裁判和賽事監督，更出言恐嚇當值女司線員和摔壞球拍，結果他被判取消參賽資格。
同年，他進入美網男單準決賽，被賽事最終冠軍美國同胞桑普拉斯擊敗。在巴塞爾站男單決賽則苦戰五盤，打敗當時還是新星的前南斯拉夫球員，奪冠而回。
1991年，他奪得職業生涯的最後一個男單賽事冠軍，在芝加哥站比賽的決賽中，他以盤數二比一（比分 : 3-6, 6-2, 6-4）反勝弟弟帕特里克·，奪冠而回。
1992年，他在澳網第三圈爆冷以直落三盤擊敗贝克尔，粉碎後者的衛冕夢； 同年他進入溫布頓男單準決賽，被賽事最終冠軍美國同胞阿格西擊敗； 但在雙打方面，他和上屆溫布頓男單冠軍合作取得男雙冠軍。同年他和美國隊隊友合作（陣容包括桑普拉斯、阿格西和等90年代準球王），在戴维斯杯決賽以3:1擊敗瑞士隊，奪得冠軍。

### 退休以後
麦肯罗在1992年末宣佈退出職業賽事，但仍然參加美國國內舉行的世界團體網球賽（World Team Tennis）和一些表演賽及慈善賽。直到現在他仍參與和網球有關的工作，包括為電視台作比賽評述及接受採訪。他也參演過不少電視劇、脫口騷和電影，主要也是作為網球運動員或評述員身份參與其中，當中包括2004年英國愛情電影（Wimbledon）中客串一角。2019年，他為Netflix校園青春劇《好想做一次》旁白配音及飾演他自己。
他在世界網球團體賽的單打賽事中更擊敗過一些當時是年青、現役的名將，包括雅典奧運會銀牌得主費什，以及1998年美網和2003年溫布頓亞軍。在雙打賽事更曾打敗過以發球強勁見稱的現役名將洛迪克，他利用個人良好的截擊能力壓制了後者強勁的發球和正手。

### 短暫復出
2006年，47岁的麦肯罗暫時復出網球壇，和瑞典雙打名將比约克曼合作，奪得圣何塞（SAP公开赛）的男雙賽事冠軍，使他在連續四個年代（70年代、80年代、90年代、千禧年代）都曾奪得過ATP巡迴賽雙打錦標。
當年，他仍參加ATP美林元老冠军巡回赛（Merrill Lynch Tour of Champion）。
在2008年的Outback元老冠军巡回赛波士頓站，他更以比分2-6, 7-5, 抢十10-4擊敗桑普拉斯，粉碎了後者在元老賽13連勝紀錄。

## 技術分析
麦肯罗是一名左手持拍、單手反拍並以發球上網為主的快攻型網球運動員。他有極強的下旋球和網前截擊能力，也有凶悍的正手和預判能力，擊球線路清晰和角度刁鑽令對手防不勝防，移動速度也很快，所以草地、硬地和地毯等快速場地是他最擅長比賽的場地。
他曾在温布尔登的草地賽場連續五屆（1980–1984）殺入男單決賽。也擁有室內地毯75連勝紀錄。
不過他亦屬於智慧型球員，對任何場地賽事均有一定適應能力，故他亦能在賽事取得一定成績，他曾奪得不少北美綠土賽事單打冠軍，兩奪紅土場上舉行的世界團體盃，以及1984年法網男單亞軍。
麦肯罗提出『藝術網球』的概念，以娴熟的發球上網技術，配以激情去取悅球迷。

## 個人行為
麦肯罗性格較為暴躁，言論火爆和具挑釁性，很容易和對手甚至現場觀眾發生爭執，而且不時不服裁判判決，所以他被傳媒和球壇稱為「壞孩子」。他在比賽中被裁判警告、罰款甚至被禁賽是家常便飯。
他有一句口頭禪"You cannot be serious!"（你不是認真的吧！或你一定是胡說！），經常用作向裁判宣洩不服判決，他甚至将此作为他将来自传的书名（ISBN 0-425-19008-0）。此句話出自他在1981年溫布頓男單第一輪對陣同胞Tom Gullikson的賽事中，當時他擊出了一個擲界球卻被裁判誤判為出界，於是他用這句話去諷刺裁判的判决，後來更以粗口辱罵裁判，結果被判罰款和幾乎被判罰禁止繼續比賽。
正是因為他多次在比賽場上辱罵裁判和行為不檢，被ATP罰款和勒令停賽。更甚的是他曾用粗言穢語呼喝裁判，和用手移動或用腳踢阻礙他擊球的攝影記者和其攝錄器材。
他經常和同胞兼宿敵康诺尔斯在網球比賽場中發生口角，甚至肢體衝突。他又曾揶喻另一宿敵伦德尔只是一台網球機器，認為球迷是不會喜歡一台機器當上世界第一，以及諷刺蘭度的網球天份還不及其一根小指（I have more talent in my little finger than he has in his entire body）。
1990年澳网第四圈男單對陣瑞典球員米卡埃尔·佩恩福什的賽事中，他曾辱罵裁判和賽事監督，並出言恐嚇當值女司線員和摔壞球拍，結果他被判取消參賽資格。
雖然他在當年的網球壇屬惡名昭彰的其中一員，無緣無故鬧脾氣令對手為之側目，但也是因為他這種富有激情的性格，吸引了不少球迷。
而馬克安諾退休後，其個性亦無因退休而收斂，甚至在2018年的拉沃盃上，擔任全球隊隊長的馬克安諾在球場上觀戰時，就因裁判疑似偏袒歐洲隊的球員費德勒而與其發生爭執。

## 影響
麦肯罗在80年代初至中期稱霸ATP，加上老將康诺尔斯，使世界男子網壇的焦點由歐洲回到美國，令美國人對網球的熱情上升，美國投身網球的青少年人數也因此而急劇增加。 桑普拉斯、阿加西、考瑞尔和張德培等90年代的美國新一代網球名將也是在這個環境下成長，也奠定美國男子網球員在90年代雄霸網壇的良好基礎。

## 大满贯

### 男單冠軍（7）
| 年份 | 比賽     | 場地 | 決賽對手      | 對手國籍     | 勝方比分                  |
| ---- | -------- | ---- | ------------- | ------------ | ------------------------- |
| 1979 | 美网     | 硬地 | 格鲁莱蒂斯    | 美国         | 7-5, 6-3, 6-3             |
| 1980 | 美网     | 硬地 | 博里          | 瑞典         | 7-64, 6-1, 65-7, 5-7, 6-4 |
| 1981 | 温布尔登 | 草地 | 博里          | 瑞典         | 4-6, 7-61, 7-64, 6-4      |
| 1981 | 美网     | 硬地 | 博里          | 瑞典         | 4-6, 6-2, 6-4, 6-3        |
| 1983 | 温布尔登 | 草地 | 克里斯·劉易斯 | 新西兰       | 6-2, 6-2, 6-2             |
| 1984 | 温布尔登 | 草地 |               | 美国         | 6-1, 6-1, 6-2             |
| 1984 | 美网     | 硬地 | 伦德尔        | 捷克斯洛伐克 | 6-3, 6-4, 6-1             |

### 男單亞軍（4）
| 年份 | 比賽     | 場地 | 決賽對手 | 對手國籍     | 勝方比分                  |
| ---- | -------- | ---- | -------- | ------------ | ------------------------- |
| 1980 | 温布尔登 | 草地 | 博里     | 瑞典         | 1-6, 7-5, 6-3, 616-7, 8-6 |
| 1982 | 温布尔登 | 草地 | 康诺尔斯 | 美国         | 3-6, 6-3, 62-7, 7-65, 6-4 |
| 1984 | 法网     | 红土 | 伦德尔   | 捷克斯洛伐克 | 3-6, 2-6, 6-4, 7-5, 7-5   |
| 1985 | 美网     | 硬地 | 伦德尔   | 捷克斯洛伐克 | 7-61, 6-3, 6-4            |

### 男雙冠軍（9）
| 年份 | 比賽     | 場地 | 搭擋                  | 决賽對手                                      | 勝方比分                  |
| ---- | -------- | ---- | --------------------- | --------------------------------------------- | ------------------------- |
| 1979 | 温布尔登 | 草地 | 彼得·弗莱明 （ 美國） | 戈特弗里德（ 美國） Raul Ramírez（ 墨西哥）   | 4–6, 6–4, 6–2, 6–2        |
| 1979 | 美网     | 硬地 | 彼得·弗莱明 （ 美國） | 卢茨（ 美國）和 史密斯（ 美國）               | 6–2, 6–4                  |
| 1981 | 温布尔登 | 草地 | 彼得·弗莱明 （ 美國） | 卢茨（ 美國） 史密斯（ 美國）                 | 6–4, 6–4, 6–4             |
| 1981 | 美网     | 硬地 | 彼得·弗莱明 （ 美國） | 金特哈特（瑞士） 麦克纳马拉（ 澳洲）          | DEF，麦肯罗組合獲勝       |
| 1983 | 温布尔登 | 草地 | 彼得·弗莱明 （ 美國） | Tim Gullikson（ 美國） Tom Gullikson（ 美國） | 6–4, 6–3, 6–4             |
| 1983 | 美网     | 硬地 | 彼得·弗莱明 （ 美國） | Fritz Buehning（ 美國） Van Winitsky（ 美國） | 6–3, 6–4, 6–2             |
| 1984 | 温布尔登 | 草地 | 彼得·弗莱明 （ 美國） | （ 澳大利亚） 麦克纳米（ 澳大利亚）           | 6–2, 5–7, 6–2, 3–6, 6–3   |
| 1989 | 美网     | 硬地 | （ 澳大利亚）         | 弗拉赫（ 美國） Robert Seguso（ 美國）        | 6–4, 4–6, 6–3, 6–3        |
| 1992 | 温布尔登 | 草地 | （ 德國）             | 格拉布（ 美國） Richey Reneberg（ 美國）      | 5–7, 7–6, 3–6, 7–6, 19–17 |

### 混雙冠軍（1）
| 年份 | 比賽 | 場地 | 搭擋                  | 决賽對手                                              | 勝方比分 |
| ---- | ---- | ---- | --------------------- | ----------------------------------------------------- | -------- |
| 1977 | 法网 | 红土 | 玛丽·卡里洛 （ 美國） | 弗洛伦察·米哈伊（ 羅馬尼亞） 伊万·莫利纳（ 哥倫比亞） | 7–6, 6–3 |

## ATP年终赛

### 冠軍（3）
| 年份 | 舉行地點 | 決賽對手  | 對手國籍     | 勝方比分      |
| ---- | -------- | --------- | ------------ | ------------- |
| 1978 | 美國紐約 | 亚瑟·阿什 | 美国         | 6-7, 6-3, 7-5 |
| 1983 | 美國紐約 | 伦德尔    | 捷克斯洛伐克 | 6-3, 6-4, 6-4 |
| 1984 | 美國紐約 | 伦德尔    | 捷克斯洛伐克 | 7-5, 6-0, 6-4 |

### 亞軍（1）
| 年份 | 舉行地點 | 決賽對手 | 對手國籍     | 勝方比分      |
| ---- | -------- | -------- | ------------ | ------------- |
| 1982 | 美國紐約 | 伦德尔   | 捷克斯洛伐克 | 6-4, 6-4, 6-2 |

## ATP巡迴賽

### 單打

#### 冠軍（77）
| ATP巡迴賽                       |
| 大滿貫（7）                     |
| ATP年終賽（3）                  |
| WCT總決賽（5）                  |
| 大獎賽 - 冠軍系列 / 超9賽（19） |
| 大獎賽 / WCT廵迴賽（43）        |

| 按場地計算  |
| 硬地 （22） |
| 红土 （4）  |
| 草地 （8）  |
| 地毯 （43） |

| 次數 | 年份   | 比賽                                         | 場地         | 決賽對手                    | 勝方比分                |
| ---- | ------ | -------------------------------------------- | ------------ | --------------------------- | ----------------------- |
| 1.   | 1978年 | 美國哈特福                                   | 地毯         | 克里克                      | 6–2, 6–4                |
| 2.   | 1978年 | 美國圣佛朗西斯科 （全美人壽保險公開賽）      | 地毯         | 斯托克顿                    | 2–6, 7–6, 6–2           |
| 3.   | 1978年 | 瑞典斯德哥爾摩                               | 硬地（室內） | Tim Gullikson               | 6–2, 6–2                |
| 4.   | 1978年 | 英國温布利 （前溫布萊職業錦標賽）            | 地毯         | Tim Gullikson               | 6–7, 6–4, 7–6, 6–2      |
| 5.   | 1978年 | 高露潔-棕欖年終大師賽                        | 地毯         | 亚瑟·阿什                   | 6–7, 6–3, 7–5           |
| 6.   | 1979年 | 美國新奧爾良                                 | 地毯         | 坦纳                        | 6–4, 6–2                |
| 7.   | 1979年 | 意大利米蘭                                   | 地毯         | John Alexander              | 6–4, 6–3                |
| 8.   | 1979年 | 美國聖荷塞-2                                 | 地毯         | 彼得·弗莱明                 | 7–6, 7–6                |
| 9.   | 1979年 | 美國達拉斯WCT                                | 地毯         | 博里                        | 7–5, 4–6, 6–2, 7–6      |
| 10.  | 1979年 | 英國女王杯                                   | 草地         | Victor Pecci                | 6–7, 6–1, 6–1           |
| 11.  | 1979年 | 美國南橙郡                                   | 綠土         | 约翰·劳埃德                 | 6–7, 6–4, 6–0           |
| 12.  | 1979年 | 美國網球公開賽 （美網）                      | 硬地         | 格鲁莱蒂斯                  | 7–5, 6–3, 6–3           |
| 13.  | 1979年 | 美國圣佛朗西斯科 （全美人壽保險公開賽）      | 地毯         | 彼得·弗莱明                 | 4–6, 7–5, 6–2           |
| 14.  | 1979年 | 瑞典斯德哥爾摩                               | 硬地         | 吉恩·迈耶                   | 6–7, 6–3, 6–3           |
| 15.  | 1979年 | 英國温布利 （前溫布萊職業錦標賽）            | 地毯         | Harold Solomo               | 6–3, 6–4, 7–5           |
| 16.  | 1980年 | 美國里奇蒙WCT （聯合維珍尼亞銀行經典賽）     | 地毯         | 坦纳                        | 6–1, 6–2                |
| 17.  | 1980年 | 美國孟菲斯 （美國全國室內錦標賽）            | 地毯         | 干納斯                      | 7–6, 7–6                |
| 18.  | 1980年 | 意大利米蘭                                   | 地毯         | 阿姆里特拉吉                | 6–1, 6–4                |
| 19.  | 1980年 | 英國女王杯                                   | 草地         | 沃里克                      | 6–3, 6–1                |
| 20.  | 1980年 | 美國網球公開賽 （美網）                      | 硬地         | 博里                        | 7–6, 6–1, 6–7, 5–7, 6–4 |
| 21.  | 1980年 | 澳洲 （南太平洋經典賽）                      | 草地         | 菲尔·登特                   | 6–3, 6–4                |
| 22.  | 1980年 | 澳洲悉尼-1 （Custom Credit 澳洲室內賽）      | 硬地（室內） | 格魯萊蒂斯                  | 6–3, 6–4                |
| 23.  | 1980年 | 英國温布利 （前溫布萊職業錦標賽）            | 地毯         | 吉恩·迈耶                   | 6–4, 6–3, 6–3           |
| 24.  | 1980年 | WCT挑戰盃 （加拿大蒙特利爾）                 | 地毯         | 阿姆里特拉吉                | 6–1, 6–2, 6–1           |
| 25.  | 1981年 | 百事大滿貫                                   | 綠土         | 維拉斯                      | 6–7, 6–4, 6–0           |
| 26.  | 1981年 | 意大利米蘭                                   | 地毯         | 博里                        | 7–6, 6–4                |
| 27.  | 1981年 | 西德法蘭克福                                 | 地毯         | 施密德                      | 6–2, 6–3                |
| 28.  | 1981年 | 美國洛杉磯                                   | 硬地         | 桑迪·迈耶                   | 6–7, 6–3, 6–3           |
| 29.  | 1981年 | 美國達拉斯WCT                                | 地毯         | 克里克                      | 6–1, 6–2, 6–4           |
| 30.  | 1981年 | 英國女王杯                                   | 草地         | 戈特弗里德                  | 7–6, 7–5                |
| 31.  | 1981年 | 溫布頓網球錦標賽 （溫布頓）                  | 草地         | 博里                        | 4–6, 7–6, 7–6, 6–4      |
| 32.  | 1981年 | 美國辛辛那堤                                 | 硬地         | 克里斯·劉易斯 (Chris Lewis) | 6–3, 6–4                |
| 33.  | 1981年 | 美國網球公開賽 （美網）                      | 硬地         | 博里                        | 4–6, 6–2, 6–4, 6–3      |
| 34.  | 1981年 | 澳洲悉尼-1 （Custom Credit 澳洲室內賽）      | 硬地（室內） | 坦纳                        | 6–4, 7–5, 6–2           |
| 35.  | 1982年 | 美國費城 （美國職業室內賽）                  | 地毯         | 康诺尔斯                    | 6–3, 6–3, 6–1           |
| 36.  | 1982年 | 美國圣佛朗西斯科 （全美人壽保險公開賽）      | 地毯         | 康诺尔斯                    | 6–1, 6–3                |
| 37.  | 1982年 | 澳洲悉尼-1 （Custom Credit 澳洲室內賽）      | 硬地（室內） | 吉恩·迈耶                   | 6–4, 6–1, 6–4           |
| 38.  | 1982年 | 日本東京-2 東京室內賽                        | 地毯         | 麦克纳马拉                  | 7–6, 7–5                |
| 39.  | 1982年 | 英國温布利 （前溫布萊職業錦標賽）            | 地毯         | 戈特弗里德                  | 6–3, 6–2, 6–4           |
| 40.  | 1983年 | 美國費城 （美國職業室內賽）                  | 地毯         | 伦德尔                      | 4–6, 7–6, 6–4, 6–3      |
| 41.  | 1983年 | 美國達拉斯WCT                                | 地毯         | 伦德尔                      | 6–2, 4–6, 6–3, 6–7, 7–6 |
| 42.  | 1983年 | 美國森林小丘WCT                              | 綠土         | 格魯萊蒂斯                  | 6–3, 7–5                |
| 43.  | 1983年 | 溫布頓網球錦標賽 （溫布頓）                  | 草地         | 克里斯·劉易斯               | 6–2, 6–2, 6–2           |
| 44.  | 1983年 | 澳洲悉尼-1 （Custom Credit 澳洲室內賽）      | 硬地（室內） | 李康特                      | 6–1, 6–4, 7–5           |
| 45.  | 1983年 | 英國温布利 （前溫布萊職業錦標賽）            | 地毯         | 康诺尔斯                    | 7–5, 6–1, 6–4           |
| 46.  | 1983年 | 富豪集團年終大師賽                           | 地毯         | 伦德尔                      | 6–3, 6–4, 6–4           |
| 47.  | 1984年 | 美國費城 （美國職業室內賽）                  | 地毯         | 伦德尔                      | 6–3, 3–6, 6–3, 7–6      |
| 48.  | 1984年 | 美國里奇蒙WCT （聯合維珍尼亞銀行經典賽）     | 地毯         | 登顿                        | 6–3, 7–6                |
| 49.  | 1984年 | 西班牙馬德里                                 | 地毯         | 施密德                      | 6–0, 6–4                |
| 50.  | 1984年 | 比利時布魯塞爾 （Donnay 室內錦標賽）         | 地毯         | 伦德尔                      | 6–1, 6–3                |
| 51.  | 1984年 | 美國達拉斯WCT                                | 地毯         | 康诺尔斯                    | 6–1, 6–2, 6–3           |
| 52.  | 1984年 | 美國森林小丘WCT                              | 綠土         | 伦德尔                      | 6–4, 6–2                |
| 53.  | 1984年 | 英國女王杯                                   | 草地         | Leif Shiras                 | 6–1, 3–6, 6–2           |
| 54.  | 1984年 | 溫布頓網球錦標賽 （溫布頓）                  | 草地         | 康诺尔斯                    | 6–1, 6–1, 6–2           |
| 55.  | 1984年 | 加拿大多倫多                                 | 硬地         | 格魯萊蒂斯                  | 6–0, 6–3                |
| 56.  | 1984年 | 美國網球公開賽 （美網）                      | 硬地         | 伦德尔                      | 6–3, 6–4, 6–1           |
| 57.  | 1984年 | 美國圣佛朗西斯科 （全美人壽保險公開賽）      | 地毯         | 吉尔伯特                    | 6–4, 6–4                |
| 58.  | 1984年 | 瑞典斯德哥爾摩                               | 硬地（室內） | 维兰德                      | 6–2, 3–6, 6–2           |
| 59.  | 1984年 | 富豪集團年終大師賽                           | 地毯         | 伦德尔                      | 7–5, 6–0, 6–4           |
| 60.  | 1985年 | 美國費城 （玉寶手錶美國職業室內賽）          | 地毯         | 梅奇日                      | 6–3, 7–6, 6–1           |
| 61.  | 1985年 | 美國休斯敦                                   | 地毯         | 柯伦                        | 7–5, 6–1, 7–6           |
| 62.  | 1985年 | 意大利米蘭                                   | 地毯         | 耶吕德                      | 6–4, 6–1                |
| 63.  | 1985年 | 美國芝加哥                                   | 地毯         | 康诺尔斯                    | 康诺尔斯賽前退出        |
| 64.  | 1985年 | 美國亞特蘭大                                 | 地毯         | 安納干尼                    | 7–6, 7–6, 6–2           |
| 65.  | 1985年 | 美國斯卓頓山 （富豪集團國際賽）              | 硬地         | 伦德尔                      | 7–6, 6–2                |
| 66.  | 1985年 | 加拿大蒙特利爾                               | 硬地         | 伦德尔                      | 7–5, 6–3                |
| 67.  | 1985年 | 瑞典斯德哥爾摩                               | 硬地（室內） | 耶吕德                      | 6–1, 6–2                |
| 68.  | 1986年 | 美國洛杉磯                                   | 硬地         | 埃德贝里                    | 6–2, 6–3                |
| 69.  | 1986年 | 美國圣佛朗西斯科 （全美人壽保險公開賽）      | 地毯         | 康诺尔斯                    | 7–6, 6–3                |
| 70.  | 1986年 | 美國斯科茨代尔 （網球頻道公開賽）            | 硬地         | 柯伦                        | 6–3, 3–6, 6–2           |
| 71.  | 1988年 | 日本東京-1 東京室外賽                        | 硬地         | 埃德贝里                    | 6–2, 6–2                |
| 72.  | 1988年 | 美國底特律 （小凱撒錦標賽）                  | 地毯         | 阿龙·克里克斯坦             | 7–5, 6–2                |
| 73.  | 1989年 | 法國里昂 （法國南部公開賽）                  | 地毯         | 赫拉塞克                    | 6–3, 7–6                |
| 74.  | 1989年 | 美國達拉斯WCT                                | 地毯         | 吉尔伯特                    | 6–3, 6–3, 7–6           |
| 75.  | 1989年 | 美國印第安那波利斯 （GTE美國男子硬地錦標賽） | 硬地         | Jay Berger                  | 6–4, 4–6, 6–4           |
| 76.  | 1990年 | 瑞士巴塞爾 （大衛杜夫瑞士室內賽）            | 硬地（室內） | 伊万尼塞维奇                | 6–7, 4–6, 7–6, 6–3, 6–4 |
| 77.  | 1991年 | 美國芝加哥                                   | 地毯         | 派屈克·馬克安諾             | 3–6, 6–2, 6–4           |

#### 亞軍（32）
- 1978年 (2) - 巴塞爾（大衛杜夫瑞士室內賽）、女王杯
- 1979年 (3) - 多倫多（加拿大大師賽）、洛杉磯（傑克·克雷默公開賽）、鹿特丹WCT（荷蘭銀行公開賽）
- 1980年 (6) - 斯德哥爾摩、南橙郡、溫布頓、森林小丘WCT、達拉斯WCT（WCT總決賽）、費城（美國職業室內賽）
- 1981年 (1) - 溫布萊（前溫布萊職業錦標賽）
- 1982年 (5) - 溫布頓、達拉斯WCT（WCT總決賽）、女王杯、孟菲斯（美國全國室內錦標賽）、富豪集團年終大師賽
- 1983年 (3) - 圣佛朗西斯科（全美人壽保險公開賽）、女王杯、辛辛那提
- 1984年 (1) - 法網
- 1985年 (2) - 森林小丘、美網
- 1987年 (5) - 費城（美國職業室內賽）、鹿特丹（荷蘭銀行公開賽）、布魯塞爾（Donnay 室內錦標賽）、達拉斯WCT（WCT總決賽）、斯卓頓山（富豪集團國際賽）#
- 1988年 (1) - 印第安納波利斯（GTE美國男子硬地錦標賽）
- 1989年 (2) - 蒙特利爾（加拿大公開賽）、图卢兹
- 1991年 (1) - 巴塞爾（大衛杜夫瑞士室內賽）

# - 決賽戰至7-6、1-4，因天雨影響而取消，麥根萊和對手蘭度獲判「雙亞軍」。

### 雙打冠軍（78）
- 1978年 (8) - 南橙郡、哈特福、圣佛朗西斯科（全美人壽保險公開賽）、巴塞爾（大衛杜夫瑞士室內賽）、科隆、博洛尼亞、溫布萊（前溫布萊職業錦標賽）、高露潔-棕欖年終大師賽
- 1979年 (17) [12]- 世界雙打WCT、里奇蒙WCT、新奧爾良WCT、米蘭 、鹿特丹WCT（荷蘭銀行公開賽）、圣何塞-2、溫布頓、森林小丘WCT、南橙郡、印第安那波利斯（美國男子泥地網球錦標賽）、多倫多（加拿大公開賽）、美網、圣佛朗西斯科（全美人壽保險公開賽）、斯德哥爾摩、溫布萊（前溫布萊職業錦標賽）、博洛尼亞、高露潔-棕欖年終大師賽
- 1980年 (11) [13]- 費城（美國職業室內賽）、孟菲斯（美國全國室內錦標賽）、米蘭、森林小丘WCT、南橙郡、圣佛朗西斯科（全美人壽保險公開賽）、茂宜島、布里斯班、悉尼室內賽（Custom Credit 澳洲室內賽）、溫布萊（前溫布萊職業錦標賽）、富豪集團年終大師賽
- 1981年 (8) [14]- 洛杉磯（杰克·克雷默公開賽）、森林小丘WCT、溫布頓、辛辛那提、美網、圣佛朗西斯科（全美人壽保險公開賽）、悉尼-1（Custom Credit 澳洲室內賽）、富豪集團年終大師賽
- 1982年 (6) [15]- 費城（美國職業室內賽）、女王杯、辛辛那提、悉尼-1（Custom Credit 澳洲室內賽）、溫布萊（前溫布萊職業錦標賽）、富豪集團年終大師賽
- 1983年 (6) [16]- 洛杉磯（Thrifty Union 76 太平洋西南公開賽）、溫布頓、美網、圣佛朗西斯科（全美人壽保險公開賽）、溫布萊（前溫布萊職業錦標賽）、富豪集團年終大師賽
- 1984年 (7) - 費城（美國職業室內賽）、里奇蒙WCT、馬德里、溫布頓、多倫多（加拿大公開賽）、圣佛朗西斯科（全美人壽保險公開賽）、富豪集團年終大師賽
- 1985年 (2) - 候斯頓、達拉斯（WCT總決賽）
- 1986年 (4) - 斯卓頓山（富豪集團國際賽）、圣佛朗西斯科（全美人壽保險公開賽）、巴黎、溫布萊（前溫布萊職業錦標賽）
- 1988年 (2) - 洛杉磯（富豪集團網球賽）、圣佛朗西斯科（全美人壽保險公開賽）
- 1989年 (3) - 米蘭、美網、溫布萊（前溫布萊職業錦標賽）
- 1992年 (3) - 布魯塞爾（Donnay 室內錦標賽）、ATP巴黎1000大師賽、溫布頓
- 2006年 (1) - 圣何塞（SAP公開賽）

### 團體
（參看代表國家） 

#### 世界團體盃
1984年、1985年冠軍

#### 台維斯盃
他在職業生涯中的其中12年（1978-84年, 1987-89年, 1991-92年）代表國家參加戴维斯杯，帶領美國隊在戴维斯杯取得5次冠軍。41場單打和59場單雙打勝利至今仍然是戴维斯杯美國隊的紀錄。他更在1982年憑著個人的12場單雙打全勝完美紀錄（雙打搭檔為彼得·弗莱明）勇奪冠軍，至今仍沒有第二位球員能做得到。
- 1978年決賽勝英國5:0
- 1979年決賽勝意大利5:0
- 1981年決賽勝阿根廷3:1
- 1982年決賽勝法國4:1
- 1992年決賽勝瑞士3:1
- 按：戴维斯杯是一年一度男子網球的世界團體錦標賽，是國際網球比賽中最高水平的團體賽。

## 歷年世界排名
約翰·麥根萊曾連續4年奪得過ATP單打年終世界排名第一（1981-84年）和連續5年奪得過ATP雙打年終世界排名第一（1979-83年）。
他從沒在一整年處於ATP單打世界排名第一，但他在1980和83年的兩次一整年處於ATP雙打世界排名第一。
他是ATP史上唯二球員登上過單打和雙打世界排名第一的球員（另一位是瑞典前網球員史提芬·艾特堡），也是唯一一位球員能同時在這兩項世界排名第一的球員。

### ATP單雙打年終世界排名
| 年份                     | 77 | 78 | 79 | 80 | 81 | 82 | 83 | 84 | 85 | 86 | 87 | 88 | 89 | 90  | 91  | 92 | ... | 94   | ... | 06  |
| ------------------------ | -- | -- | -- | -- | -- | -- | -- | -- | -- | -- | -- | -- | -- | --- | --- | -- | --- | ---- | --- | --- |
| ATP男子單打 年終世界排名 | 21 | 4  | 3  | 2  | 1  | 1  | 1  | 1  | 2  | 14 | 10 | 11 | 4  | 13  | 28  | 20 | ... | 1219 | ... | -   |
| ATP男子雙打 年終世界排名 | -  | 2  | 1  | 1  | 1  | 1  | 1  | 2  | 34 | 12 | 82 | 49 | 3  | 347 | 150 | 9  | ... | 396  | ... | 242 |

### 170週ATP單打世界排名第一
| 球王任期                       | 前任球王 | 繼任球王 | 連續週數 | 累積週數 |
| ------------------------------ | -------- | -------- | -------- | -------- |
| 1980年3月3日 - 1980年3月23日   | 博里     | 博里     | 3週      | 3週      |
| 1980年8月11日 - 1980年8月17日  | 博里     | 博里     | 1週      | 4週      |
| 1981年7月6日 - 1981年7月19日   | 博里     | 博里     | 2週      | 6週      |
| 1981年8月3日 - 1982年9月12日   | 博里     | 干納斯   | 58週     | 64週     |
| 1982年11月1日 - 1982年11月7日  | 干納斯   | 干納斯   | 1週      | 65週     |
| 1982年11月15日 - 1983年1月30日 | 干納斯   | 干納斯   | 11週     | 76週     |
| 1983年2月7日 - 1983年2月13日   | 干納斯   | 干納斯   | 1週      | 77週     |
| 1983年6月6日 - 1983年6月12日   | 干納斯   | 干納斯   | 1週      | 78週     |
| 1983年7月4日 - 1983年10月30日  | 干納斯   | 伦德尔   | 17週     | 95週     |
| 1983年12月12日 - 1984年1月8日  | 伦德尔   | 伦德尔   | 4週      | 99週     |
| 1984年3月12日 - 1984年6月10日  | 伦德尔   | 伦德尔   | 13週     | 112週    |
| 1984年6月18日 - 1984年7月8日   | 伦德尔   | 伦德尔   | 3週      | 115週    |
| 1984年8月13日 - 1985年8月18日  | 伦德尔   | 伦德尔   | 53週     | 168週    |
| 1985年8月26日 - 1985年9月8日   | 伦德尔   | 伦德尔   | 2週      | 170週    |

### 269週ATP雙打世界排名第一
| 球王任期                       | 前任球王  | 繼任球王 | 連續週數 | 累積週數 |
| ------------------------------ | --------- | -------- | -------- | -------- |
| 1979年4月23日 - 1981年3月1日   | Tom Okker | 史密斯   | 97週     | 97週     |
| 1981年4月27日 - 1981年5月24日  | 史密斯    | 麥克納米 | 4週      | 101週    |
| 1981年6月15日 - 1982年1月31日  | 麥克納米  | 弗莱明   | 33週     | 134週    |
| 1982年2月22日 - 1984年3月18日  | 費林明    | 費林明   | 108週    | 242週    |
| 1984年3月26日 - 1984年6月10日  | 費林明    | 費林明   | 11週     | 253週    |
| 1984年8月6日 - 1984年8月12日   | 費林明    | 費林明   | 1週      | 254週    |
| 1984年9月17日 - 1984年12月16日 | 費林明    | 施密德   | 13週     | 267週    |
| 1989年9月11日 - 1989年9月24日  | 皮尤      | 耶吕德   | 2週      | 269週    |

### 同時成為ATP單雙打世界排名第一
| 球王任期                       | 連續週數 | 累積週數 |
| ------------------------------ | -------- | -------- |
| 1980年3月3日 - 1980年3月23日   | 3週      | 3週      |
| 1980年8月11日 - 1980年8月17日  | 1週      | 4週      |
| 1981年7月6日 - 1981年7月19日   | 2週      | 6週      |
| 1981年8月3日 - 1982年1月31日   | 26週     | 32週     |
| 1982年11月1日 - 1982年11月7日  | 1週      | 33週     |
| 1982年11月15日 - 1983年1月30日 | 11週     | 44週     |
| 1983年2月7日 - 1983年2月13日   | 1週      | 45週     |
| 1983年6月6日 - 1983年6月12日   | 1週      | 46週     |
| 1983年7月4日 - 1983年10月30日  | 17週     | 63週     |
| 1983年12月12日 - 1984年1月8日  | 4週      | 67週     |
| 1984年3月12日 - 1984年3月18日  | 1週      | 68週     |
| 1984年3月26日 - 1984年6月10日  | 11週     | 79週     |
| 1984年9月17日 - 1984年12月16日 | 13週     | 92週     |